# Operacija Potkovica
Operacija Potkovica (bug. План „Подкова") šifrovani je naziv izmišljene vojne operacije Vojske Jugoslavije i Policije Srbije koja je navodno imala za cilj proterivanje svih Albanaca sa teritorije Kosova i Metohije 1998. i 1999. godine.
Neposredno pred NATO bombardovanje Jugoslavije bugarska vlada je načinila dokument „Operacija Potkovica” i predala nemačkom ministru spoljnih poslova Joški Fišeru, ne zalazeći u verodostojnost podataka. Istinu o nastanku dokumenta „Operacija Potkovica” iznela je bivša ministarka spoljnih poslova Nadežda Nejinski (Mihajlova 1999) u emisiji Tajna istorija plana „Potkovica” (bug. Тайната история на плана „Подкова") na privatnom bugarskom kanalu bTV koja je prikazana 7. januara 2012. godine.
Detalje ove operacije predstavio je nemački ministar odbrane Rudolf Šarping 7. aprila 1999. godine na konferenciji za štampu kao dokaze postojanja ove operacije, dok su mediji, a naročito nemački, britanski i američki širili priču o ovoj operaciji. Jugoslovensko rukovodstvo na čelu sa predsednikom Jugoslavije, Slobodanom Miloševićem, odmah je demantovalo tvrdnje o postojanju ovakve operacije, koje ni do danas nisu potvrđene.
Tvrdnje o postojanju „Operacije Potkovica” poslužile su NATO snagama kao opravdanje za vazdušne napade na Jugoslaviju koji su, bez UN mandata i odgovarajuće rezolucije Saveta bezbednosti UN, počeli 24. marta i završili se 78 dana kasnije, 10. juna 1999. godine. NATO napadi su dobili veću podršku u javnosti zahvaljujući ovim tvrdnjama, kao i tvrdnjama da su napadi bili neophodni kako bi se sprečilo etničko čišćenje Albanaca na Kosovu i Metohiji, koje su Vojske Jugoslavije i Policije Srbije navodno tom operacijom planirale i započele.

## Poreklo
Detaljnije podatke o ovoj navodnoj operaciji objavio je nemački ministar odbrane Rudolf Šarping na konferenciji za štampu 7. aprila 1999. godine. Šarping je izjavio da je dobijena proverena informacija o postojanju „Operacije Potkovica” koja se sprovodi barem od 26. februara te godine. Na konferenciji za štampu, Šarping je prvi put pokazao i navodne karte operacije. Iako on nikada nije tvrdio da su te karte bile zaplenjene od srpskih vojnih snaga, kontekst u kom su se pominjale i štampa na samim kartama su sugerisale upravo taj zaključak.
Konferencija za štampu 7. aprila 1999. godine:
U jasno razgraničenim fazama, jugoslovenska vojska i savezna policija su od oktobra 1998. do početka pregovora u Rambujeu ne samo vršile pripremu proterivanja nego su i započele samo proterivanje. Ovo jasno pokazuje sistematičan, brutalan i ubilački način na koji je ovaj plan bio pripreman oktobra 1998. da bi potom bio sproveden u delo 1999. godine.— Rudolf Šarping, ministar odbrane Nemačke
Pošto im je prezentovan „dokaz”, novinarima je malo trebalo da ga proglase „autentičnim” u svojim izveštajima.— Dr Mark A. Volfram, profesor političkih nauka na Državnom univerzitetu u Oklahomi
Izvor nastanka Operacije Potkovica je vrlo teško pronaći jer se danas može pronaći više izvora koji navode suprotstavljene stvari:
- Visoki oficir u nemačkom generalštabu Karl Ginter fon Kajdačši je pred kolegama izjavio da je on izmislio taj naziv.[5]
- Svedok „insajder” tužilaštva, na suđenju Slobodanu Miloševiću, Radomir Tanić (citat niže u tekstu) dao je objašnjenje da je u vreme JNA postojao istoimeni kolokvijalni naziv za trening plan odbrane od agresije na Jugoslaviju iz susedne Albanije.
- Prema Luisu Selu, u knjizi „Slobodan Milošević i uništenje Jugoslavije”, dokument sa planom operacije je austrijska obaveštajna služba prenela američkoj još pre početka bombardovanja.[6]
- Generalni inspektor Bundesvera Hans-Peter fon Kirhbah izvestio je 8. aprila 1999. godine da se ovaj plan zove „potkovica” („Hufeisen” na nemačkom).[7]
- Špigel je 10. januara 2000. godine izvestio da je Operacioni plan potkovica procureo od bugarskog ministra spoljnih poslova i da potiče od bugarske tajne službe. Dokaz autentičnosti do danas nije pronađen.[7]
- Detalje plana je objavio Joška Fišer 6. aprila 1999. godine, tvrdeći da mu je lično predsednik Jugoslavije Slobodan Milošević rekao da „ima plan kako da jednom za svagda završi sa kosovskim Albancima u roku od nedelju dana”.[1]

## Sadržaj operacije
Tačan sadržaj operacije koji je naveo NATO kao razlog da se umeša u sukob, nikada nije objavljen. Jedina zvanična informacija glasila je da je Vojska Jugoslavije svoju poziciju postavila u vidu potkovice, čiji kraj se nalazi na granici između Jugoslavije i Albanije. Iz toga — između ostalih nemački ministar odbrane Rudolf Šarping — izvukao je zaključak da Srbi nameravaju „skupljanjem” potkovice proterati albansko stanovništvo u pravcu Albanije.
U emisiji Panorama od 18. maja 2000. godine izražena je sumnja da karte nisu crtane u Beogradu već u Bonu.

## Dokazi o postojanju Operacije Potkovica
Da bi se Operacija Potkovica potkrepila dokazima nemačko ministarstvo odbrane je izdalo specijalnu brošuru za ovu priliku, u kojoj se navodi da je operacija počela da se sprovodi u januaru 1999. godine, što znači pre nego što je NATO započeo da bombarduje Jugoslavije. Međutim, u brošuri se nalaze slike koje datiraju iz perioda nakon početka bombardovanja.
Šarping je tvrdio da su sela prikazana na fotografijama već bila napadnuta od strane Srba pre nego što je NATO započeo sa bombardovanjem, a da su civili proterani kao „deo plana”. Fotografije su snimljene bespilotnom letelicom CL 289.
Pripadnik Oslobodilačke vojske Kosove i britanski reporter na Kosovu su saopštili u junu 1999, da su pronašli dokaz postojanja plana u zarobljenim srpskim dokumentima. Međutim, bilo kakav dokazni materijal se nikada nije pojavio.
U dokumentarcu nemačke televizije ARD: „Počelo je sa jednom laži” obrađena su dva slučaja iz brošure Ministarstva.
General Vesli Klark, vrhovni komandant NATO snaga u Evropi negirao je da zna nešto o Operaciji Potkovica.

### Randubrava
Džo Angerer i Matijas Vert su prokomentarisali: Opis podataka na fotografiji stvara sumnju. Datumi na slikama govore da su slike napravljene u aprilu 1999. nakon početka bombardovanja. To pokazuje da ono što se dogodilo u selu Randubravi, fotografisanom selu iz visine, ne daje nikakav dokaz Operacije Potkovica.
Svedoci iz Randubrave opisuju šta se zapravo desilo u selu.
Stanovnici su otišli iz sela 25. marta, nakon početka NATO bombardovanja. Oko 8 časova uveče OVK je naredio da evakuišemo narod. 26. marta nije više bilo stanovnika u selu. Svi su odvedeni u selo Mamuš. Tada su srpske snage krenule da nas granatiraju. Mi smo bili vojnici OVK. Branili smo se, ali je bilo nemoguće. Bili smo preslabi protiv tenkova i topova. Ali smo se držali koliko smo mogli. Bilo je 85 OVK vojnika iz moga sela ovde, ali je bilo takođe i drugih. Sve u svemu, imali smo 120 vojnika iz čete D 129. brigade OVK.— Šaip Redžepi, meštanin sela Randubrave

### Sanhovići — Peterštica
Kao jedan od dokaza „zločina” počinjenog u navodnoj „Operaciji Potkovica”, u brošuri nemačkog Ministarstva odbrane navodilo se selo Sanhovići. Ipak, na fotografiji u brošuri je takođe pisalo da je fotografija načinjena u aprilu 1999. godine, takođe nakon početka agresije.
TV novinari posetili su selo, prikazano u brošuri Ministarstva odbrane koje je međutim nazivano Peterštica, a ne Sanhovići. U objašnjenju slike je pisalo:
Najpre su (Srbi) postavili sveću koja gori u potkrovlju, a zatim su otvorili slavine gasa u podrumu.
U intervjuu za dokumentarni film, meštanin sela je izjavio:
Ne, to nije kako su ove kuće zapaljene. Desilo se to na mnogo načina ali ne tako. Kuće su paljene na različite načine. Kuće su paljene kada su bile pogođene granatom, da. To se dešavalo kada su granate eksplodirale u senu, ogradi i na takvim stvarima. Ali nikada metodom kao što je ova stvar sa svećom.— Fatmir Zimeri, meštanin sela
Šarping je u jednom intervjuu tvrdio da su navodi iz brošure nemačkog ministarstva odbrane o gasu upaljenom svećom u potkrovlju kuće istiniti, međutim, novinar je tokom intervjua ukazao da je to nemoguće s naučne tačke gledišta — naime, gas je teži od vazduha, pa samim tim nije mogao da se popne do potkrovlja gde se nalazila sveća. Zbog toga su navodi o sveći i gasu izbačeni iz sledećeg izdanja brošure Ministarstva.

### Hajnc Lokvaj
Hajnc Lokvaj, penzionisani nemački brigadni general, objavio je knjigu u kojoj je optužio nemačkog ministra odbrane da je iskonstruisao dokaze da bi podržao rat. U knjizi je izneo tvrdnje da je plan fabrikovala bugarska obaveštajna služba. Nemački nedeljni list Di Vohe izvestio je da je račun nemačke vlade zasnovan na generalnoj analizi bugarske obaveštajne službe o ponašanju Jugoslavije u ratu, koja je uključila specifičan „plan” nemačkog ministarstva odbrane, koji je nosio ime „Potkovica”. Prema Lokvaju, bugarska analiza zaključila je da je cilj srpske vojske da uništi OVK, a ne da protera celu albansku populaciju. On je takođe ukazao na to da je nemačka vlada — plan nazvala „Potkova”, što je srpska reč za „potkovicu”.
Tada sam tražio sastanak u Ministarstvu odbrane, koji sam dobio, u novembru, a tamo mi je bilo rečeno, da nije bilo nikakvog „Operacionog plana Potkovica”, nego ono što se imalo je bilo predstavljanje događaja, koji su se zbili na Kosovu, a ova verzija događaja može biti iz izveštaja OEBS-a i drugih izveštaja. Ali nije bilo nikakvog „Operacionog plana potkovice”, tako kažu stručnjaci iz Ministarstva odbrane.— Hajnc Lokvaj, brigadni general
U emisiji Panorama od 18. maja 2000. godine na pitanje novinara gde su nastale karte koje je Šarping prikazao na konferenciji za štampu, Hajnc Lokvaj odgovara:
Ovi grafikoni su nastali u nemačkom Ministarstvu odbrane, to mi je svakako rečeno.— Hajnc Lokvaj, brigadni general

## U medijima
U pisanju The Times, Suzan Bel počinje da piše o nemačkim dokazima kao da su stvarno zarobljeni dokumenti. „Dokument je značajan, i zbog toga što su obezbeđeni pisani dokazi protiv jugoslovenskog predsednika koji treba da bude izveden pred Međunarodni tribunal za ratne zločine”
The Washington Post od 11. aprila 1999. pod naslovom „Srpska ofanziva je detaljno planirana” izveštavao je o ratu i citirana su tajna dokumenta, „Operacija Potkovica: Jugoslovenske bezbednosne snage na Kosovu”.
Sloboda i nezavisnost štampe je toliko cenjena da je tada sekretar odbrane Vilijam Koen citirao priču novinske kuće The Washington Post kao nezavisnu potvrdu, iako je poznato da je The Washington Post blizak Kapiton Hilu i da često od njih dobija informacije. Svedočeći pred Odborom za oružane snage Senata, 15. aprila 1999. Sekretar Koen je izjavio: „Ono što je Džordž Tenet takođe rekao, jeste to, da on [Milošević] namerava sprovesti kampanju etničkog čišćenja. To smo znali, jer smo videli smo sve znake koji vode do toga. Videli smo — a sada ga barem potvrđuje jedan novinar nazvao Operacija Potkovica koja je detaljno u The Washington Post … Ali, znali smo da će on da ga sprovede. A mogli bismo da sedimo po strani i neka ga sprovodi iz sela u selo, sa svim posledicama, a zatim da optuženi ne reaguju na tako nešto”.
The New York Times je izveštavao 11. aprila o informacijama iz nemačkog ministarstva za odbranu, čime se stvara privid da je bilo više izvora iste informacije.
Vrlo brzo je većina medija učestvovala u kampanji, tako da je veoma malo medija sumnjalo u postojanje te operacije, pogotovu za vreme rata. Špigl je bio jedna od retkih novina koji je govorio o velikoj retoričkoj ofanzivi dela nemačke vlade.
Špigl je 10. januara 2000. objavio kritički članak, ocenjujući da se radi o ratnoj propagandi gde su objavili kritiku Hajnca Lokvaja. Kada se Lokvajeva knjiga pojavila u martu 2000. godine pojavio se značajan obrt u pogledu na rat. U nekoliko meseci Lokvajev rad doveo je do toga, da se veći broj nemačkih novinara intenzivno bavio nemačkim učešćem u propagandnom ratu.
Godinu dana kasnije u februaru 2001. godine televizija ARD emitovala je dokumentarac: Počelo je jednom laži (Es begann mit einer Lüge).
Postojanje operacije logički negira činjenica da je veliki broj Albanaca bežao sa Kosova preko teritorija koje su kontrolisale jedinice Vojske Jugoslavije.

## Svrha objavljivanja „Operacije Potkovica”
Objava navodnog postojanja Operacije Potkovica u proleće 1999. omogućila je javno opravdanje kampanje bombardovanja Jugoslavije. Tako je intervencija predstavljena kao mera za zaustavljanje etničkog čišćenja koje je bilo u toku prema utvrđenom planu i u skladu sa zacrtanom strategijom.
Pojedini NATO lideri (naročito nemački) koristili su ovaj plan da bi ilustrovali Miloševićev karakter, kao i da bi dokazali da etničko čišćenje na Kosovu nije bilo pokrenuto NATO bombardovanjem, i time opravdali NATO bombardovanje. Britanski ministar spoljnih poslova Robin Kuk je izjavio da je „znao za postojanje plana Operacija Potkovica koji je trebalo da posluži za čišćenje Kosova od muslimanskog stanovništva”. Istog dana nakon konferencije za štampu nemačkog ministra odbrane Šarpinga održane 7. aprila 1999. godine, nemački ministar spoljnih poslova Joška Fišer je rekao: „Nisam samo naučio: Nikada više rat. Takođe sam naučio: Nikada više Aušvic”. Zbog tih reči je kritikovan od strane jevrejskih organizacija i optuživan zbog „nedopustivog poređenja”.
U zaključku dokumentarnog filma Započelo je jednom laži je rečeno:
Kosovski Albanci – žrtve Srba. Ali ne kao rezultat proterivanja plana po imenu „Potkovica”. To je bila prosto izmišljotina nemačkog Ministarstva odbrane, ratna propaganda kao i koncentracioni kamp u Prištini ili kao navodni masakr nad civilima u Rugovu. Mizerija izbeglica je takođe bio rezultat i NATO bombardovanja. Rano upozorenje je došlo još pre propasti političkog dogovora na Kosovu — kao što su upozoravali vojni zvaničnici OEBS-a i drugi. Međutim, nemačka savezna vlada je želela da se njeni vojnici nađu u ovom ratu. Za to im je trebala podrška javnog mnjenja. Nijedan NATO cilj nije postignut. Šta se desilo sa ovim ljudima je do sada nepoznato … Laži i propaganda su tokom rata najčešće jači. Oni su oružje. Oni ubijaju istinu.— ARD: „Započelo je jednom laži“, februar 2001.

## Suđenja
Nemačko ministarstvo odbrane je tvrdilo 19. aprila 1999. godine da je isporučilo dokaze glavnoj tužileljici Luiz Arbur u Hagu. Međutim, nikakav kredibilni dokaz o postojanju plana nije prikazan tokom suđenja.
Jugoslovenska i srpska vlada su odmah demantovale postojanje Operacije Potkovica. Na suđenju u Hagu, Milošević ju je okarakterisao kao „fabrikovanje nemačkog ministarstva odbrane”.. Slobodan Milošević je takođe poricao i politiku etničkog čišćenja tokom NATO bombardovanja.
Nikada državna politika ili moja politika nije bila proterivanje bilo kog građanina Jugoslavije sa bilo kog dela zemlje. Verujem da bi, kada je agresija stala, kada su bombardovanja prestala, bilo veoma lako da se nastavi politički proces.— Slobodan Milošević
Radomir Tanić, svedok tužilaštva na suđenju Miloševiću, je izjavio:
Potkovica je kolokvijalan nadimak za potpuno drugi plan […] kada je termin korišćen prvi put, ne mogu tačno da kažem, pogotovu što se radilo o internom a ne o zvaničnom nazivu.
To je bio plan vežbe jugoslovenske vojske dok je još uvek postojala JNA, Jugoslovenska narodna armija, koji je omogućavao trening i vežbu u slučaju agresije na Jugoslaviju iz pravca jugoistoka, i ukoliko bi se albanska populacija odlučila da podrži neprijateljsku stranu. Sprovođenje ovog plana bi se realizovalo samo u slučaju kad bi se oba ova uslova ispunila. JNA bi zauzela nekoliko odbrambenih pozicija a onda bi krenula sa neutralisanjem albanskih odbrambenih pozicija. Ovaj plan je zamrznut i bio bi reaktiviran sa ostalim akcijama na Kosovu.

Vojno rukovodstvo nije želelo da koristi taj plan tokom rata na Kosovu, zato što nije bilo spoljnog agresora niti albanske pobune. Albanci nisu mogli da biraju stranu i da budu na strani agresora, zato što agresor nije postojao.
Svedok tužilaštva pukovnik Ciaglinski (član Kosovske Verifikacione Misije OEBS-a), tvrdio je u aprilu 2002. da mu je jugoslovenski oficir rekao da postoji plan za proterivanje Albanaca. Međutim, njegov nadređeni general Drevenkijevič, izneo je tvrdnju pod zakletvom da mu tako nešto nikada nije rečeno. Svedok odbrane, penzionisani pukovnik Milan Kotur je svedočanstvo britanskog pukovnika Ciaglinskog nazvao „totalna laž”. Da im je postojanje takvog plana nepoznato, navodili su i drugi visoki NATO oficiri.

## Citati
Noam Čomski je napisao: „Komesar Ujedinjenih nacija je registrovao prvi izbeglički kamp izvan Kosova 27. marta…, tri dana nakon što je NATO započeo bombardovanje”.
Dobitnica Pulicerove nagrade Samanta Pauer u nagrađenoj knjizi napisala je, da je Operacija Potkovica temelj definisanja NATO „humanitarne intervencije” sa ciljem sprečavanja „potencijalnog genocida”.

## Autentičnosti tvrdnji o postojanju „Operacije Potkovica”
Postoje tvrdnje da su ratni zločini počinjeni nad Albancima na teritoriji Kosova i Metohije, neposredno pre i tokom NATO bombardovanja, tj. tokom 1998. i 1999. godine, planirani Operacijom Potkovica.
Za zločine počinjene na teritoriji Kosova i Metohije u ovom periodu je sudski procesuiran određeni broj odgovornih lica i osuđen na višegodišnje kazne zatvora. Nekima je sudio Haški tribunal, a nekima sudovi u Srbiji. Presudama i nalazima sudskog veća haškog tribunala je konstatovano, da su Policija Srbije i Vojska Jugoslavije tokom NATO bombardovanja 1999. godine koristili prekomernu i nasumičnu silu u rasprostranjenoj kampanji nasilja, usmerenoj protiv civilnog stanovništva kosovsko-metohijskih Albanaca uz značajnu upotrebu državnih resursa. U presudi najodgovornijima za ove zločine (državno, vojno i policijsko rukovodstvo Srbije i Jugoslavije) konstatuje se da su praktično svi zločini izvršeni tek posle početka NATO bombardovanja, koje nije uzeto kao olakšavajuće okolnost. Uprkos mnogobrojnim navodima u medijima koji su isticali da su zločini nad Albancima, opisani u izveštajima raznih institucija, počinjeni kao deo Operacije Potkovica, nijedan sud (ni Haški tribunal, ni sudovi u Srbiji) nisu pronašli nijedan dokaz o postojanju Operacije Potkovica.
Verodostojnost plana su mnogi dovodili u pitanje. U prilog tvrdnji da je ova operacija izmišljena navodi se i podatak da reč „potkova” ne postoji u srpskom jeziku već da je u pitanju reč na hrvatskom ili bugarskom jeziku. Kontroverze i neslaganja postoje i oko vremena nastanka i početka primene navodnog plana. Po Šarpingu, Plan Potkovica je postojao još u kasnu jesen 1998, a prva faza je počela u januaru 1999. Šarping je kasnije i neke srpske operacije od oktobra 1998. smatrao delom Operacije Potkovica.
Ponekad je jedna institucija o postojanju plana „Potkovica” zastupala istovremeno mišljenje i da postoji i da ne postoji, kao u slučaju Internih izveštaja MIP-a Nemačke pravosudnim organima o bezbednosnom stanju u Jugoslaviji.
Zbog nepostojanja dokaza o ovom planu ministarstva odbrane i inostranih poslova Nemačke, kao i sam kancelar Šreder i ministri Šarping i Fišer, bili su izloženi masovnoj kritici javnosti i parlamentarne opozicije u nemačkom Bundestagu. Te kritike su uminule tek nakon izjave pukovnika VJ Dragana Vukšića, bivšeg vojnog atašea VJ u Nemačkoj i vojnog obaveštajca, i bliskog saradnika bivšeg načelnika Generalštaba VJ Perišića u njihovu korist pred Austrijskom vojnom akademijom. Kasnije je Vukšić svoje navode demantovao, ali je ipak na sudu časti VJ degradiran i penzionisan. Nakon promene vlasti u Beogradu 2000. godine, Vukšić je postao generalni konzul Jugoslavije u Frankfurtu.

## Literatura
- Totten, Samuel; Bartrop, Paul R.; Jacobs, Steven L. (2008). Dictionary of genocide. Westport, Conn: Greenwood Press. ISBN 978-0-313-34644-6.
- Wilson, Stephanie (2009). Effectiveness, legitimacy, and the use of force in modern wars: the relentless battle for hearts and minds in NATO's war over Kosovo (1. изд.). Wiesbaden: VS Verlag für Sozialwissenschaften. ISBN 978-3-531-16901-9.
- Angerer, Jo; Werth, Mathias (2001). „Es begann mit einer Lüge” (PDF). wdr.de (на језику: немачки). Архивирано из оригинала (PDF) 29. 9. 2007. г. Приступљено 3. 5. 2024.
- Wolfgram, Mark A. (јун 2008). „Democracy and Propaganda: NATO's War in Kosovo”. European Journal of Communication (на језику: енглески). 23 (2): 153—171. ISSN 0267-3231. doi:10.1177/0267323108089220. Приступљено 3. 5. 2024.
- Sell, Louis (2003). Slobodan Milosevic and the Destruction of Yugoslavia (на језику: енглески). Duke University Press. ISBN 978-0-8223-3223-7.
- Loborec, Robert (2002). Brandherd Kosovo (на језику: немачки). Driesen. ISBN 978-3-936328-03-5.
- Mandel, Michael (2004). How America Gets Away With Murder: Illegal Wars, Collateral Damage and Crimes Against Humanity (на језику: енглески). Pluto Press. ISBN 978-0-7453-2152-3.
- Loquai, Heinz (2000). Der Kosovo-Konflikt: Wege in einen vermeidbaren Krieg: die Zeit vom Ende November 1997 bis März 1999 (на језику: немачки) (1. изд.). Baden-Baden: Nomos. ISBN 978-3-7890-6681-8.
- Cohen, Bernard Cecil (2015). Press and Foreign Policy (на језику: енглески). Princeton University Press. ISBN 978-1-4008-7861-1.
- Power, Samantha (2013). "A problem from hell": America and the age of genocide (на језику: енглески). New York, NY: Basic Books. ISBN 978-0-465-05089-5.
- Black, Jeremy (2005). War since 1945 (на језику: енглески) (Reprinted изд.). London: Reaktion books. ISBN 978-1-86189-216-4.
- Human Right Watch (2003).  Ilić, Veran; Ilić, Dejna, ур. Po naređenju: razni zločini na Kosovu (PDF). Beograd: Samizdat. ISBN 86-7963-169-8. Приступљено 4. 5. 2024.
- Elsässer, Jürgen (2001). Kriegsverbrechen: die tödlichen Lügen der Bundesregierung und ihre Opfer im Kosovo-Konflikt (на језику: немачки) (4. изд.). Hamburg: KVV Konkret. ISBN 978-3-930786-29-9.

## Dodatna literatura
- Elsässer, Jürgen (мај 2002). „Reise nach Solanien”. free-slobo.de (на језику: немачки). Приступљено 4. 5. 2024.
- Walker, Tom; Laverty, Aidan (12. 5. 2000). „CIA Aided Kosovo Guerrilla Army All Along”. archive.globalpolicy.org. Приступљено 4. 5. 2024.
- „Panorama Special: Moral Combat - NATO at War”. Panorama. 12. 3. 2000. Приступљено 4. 5. 2024.

## Spoljašnje veze
- „Тайната история на плана "Подкова"”. bTV Media Group - bTV (на језику: бг). 7. 1. 2012. Приступљено 4. 5. 2024.
- „Bulgaria Leaked Milosevic's Kosovo Ethnic Cleansing Plan in 1999 - Novinite.com - Sofia News Agency”. www.novinite.com. 9. 1. 2012. Приступљено 4. 5. 2024.
- „"Потковица" искована у Софији”. rts.rs. РТС. 10. 1. 2012. Приступљено 4. 5. 2024.
- „Bugari poslali NATO na Srbiju”. NOVOSTI (на језику: српски). 10. 1. 2012. Приступљено 4. 5. 2024.
- „Stručnjaci: Bugari nisu sami smislili „Potkovicu“”. NOVOSTI (на језику: српски). 11. 1. 2012. Приступљено 4. 5. 2024.